# Гедеровци
Гедеровци (словен. Gederovci, мађ. Kőhida) су насељено место у општини Тишина, Помурска регија, Словенија.

## Историја
До територијалне реорганизације у Словенији били су у саставу старе општине Мурска Собота.

## Становништво
У попису становништва из 2011. године, Гедеровци су имали 175 становника.
| Број становника према пописима | Број становника према пописима | Број становника према пописима |
| ------------------------------ | ------------------------------ | ------------------------------ |
| 1991                           | 2002                           | 2011                           |
| 169                            | 173                            | 175                            |